# Letov LF-107 Luňák
Letov LF-107 Luňák – czechosłowacki szybowiec akrobacyjny.

## Historia
Vladimír Štros kierował zespołem inżynierów opracowujących nową konstrukcję. W skład zespołu wchodzili: K. Dlouhý, J. Matejcek, B. Roček, Smejka i Pokorny. Prototyp, oznaczony jako XLF-1070, został zbudowany w 1948 r. i oblatany 25 czerwca ze znakami OK-873. Drugi prototyp, o znakach OK-8731, został oblatany 18 lipca. Produkcja seryjna trwała do 1951 r. i zakończyła się po wyprodukowaniu 75 egzemplarzy. 
Jedna z maszyn trafiła do Polski w 1951 r. i ze znakami SP-1146 została wykorzystana do testów w Głównym Instytucie Lotnictwa. Po ich zakończeniu Luňák został wykorzystany w jednym z aeroklubów. Po kasacji trafił w 1963 r. do Muzeum Lotnictwa Polskiego w Krakowie. 

## Konstrukcja
Jednomiejscowy szybowiec akrobacyjny w układzie średniopłata o konstrukcji drewnianej. Kadłub o konstrukcji podłużnicowej kryty sklejką. Kabina osłonięta wiatrochronem i odsuwaną do tyłu osłoną. Skrzydło jednodźwigarowe, kryte sklejką. U nasady miało profil NACA 23012, który na końcu przechodził w NACA 23015. Wyposażone w szczelinowe lotki oraz klapy typu Flower i hamulce aerodynamiczne Schempp-Hirth. Podwozie jednotorowe, złożone z przedniej płozy oraz kółka o średnicy 270c110 mm.